# 이탈리아 국가 올림픽 위원회
이탈리아 국가 올림픽 위원회(이탈리아어: Comitato Olimpico Nazionale Italiano)는 이탈리아의 국가 올림픽 위원회이다. IOC 코드는 ITA이다. 본부는 로마에 있으며 유럽 올림픽 위원회에 소속되어 있다.
1914년에 설립되었으며 1915년에 국제 올림픽 위원회의 승인을 받았다. 95,000개에 달하는 스포츠 클럽과 11,000,000명에 달하는 회원, 45개 국가 스포츠 연맹, 19개 스포츠 협력 기구, 17개 상업 스포츠 전문 기구, 1개 스포츠 특별 전문 기구, 19개 스포츠 개선 전문 기구가 소속되어 있으며 이탈리아의 스포츠 발전을 담당한다. 또한 올림픽, 유러피언 게임을 비롯한 국제 스포츠 대회에 참가하는 이탈리아의 선수들을 대표한다.

## 같이 보기
- 올림픽 이탈리아 선수단